# Восстание Боудикки
Восста́ние Боуди́кки (лат. Rebellio Boudicca) — вооружённое восстание бриттов во время завоевания Британии римлянами под руководством королевы иценов Боудикки. Одной из причин восстания послужило невыполнение римлянами завещания, составленного королём иценов Прасутагом. Римляне занимались конфискацией земель и имущества, принадлежащего покойному королю, а его подданных стали обращать в рабство.
Вдова короля Боудикка была подвергнута публичной порке, а её две дочери изнасилованы. Жестокие действия римлян по отношению к местному населению спровоцировали восстание, лидером которого стала королева иценов Боудикка. Восставшие бритты уничтожали римские поселения и устраивали в них резню гражданского населения. Восстание было жестоко подавлено римлянами под командованием Гая Светония Паулина, а сама Боудикка, согласно Тациту, покончила жизнь самоубийством.

## Предыстория
В 43 году, в правление императора Клавдия, римляне начали завоевание Британии. Четыре легиона под командованием консула Авла Плавтия высадились в Британии и начали завоевание острова. После похода римлян на территории острова была образована римская провинция, что представляло успех внешней римской политики. Римляне вступили в сражение с войсками вождей катувелланов Каратаком и Тогодумном. Тогодумн был убит в одной из битв. Во главе бриттов встал Каратак, который возглавил сопротивление римлянам. Плавтий отправил послание императору Клавдию, который вскоре прибыл в Британию и участвовал во взятии Камулодуна. Под командованием императора римляне покорили враждебные племена и Клавдий принял почётный воинский титул императора. После возвращения в Рим император Клавдий был удостоен триумфа и его сын от Мессалины получил почётное имя Британник.
Король кельтского племени иценов Прасутаг хотел сохранить власть своего рода и составил завещание, согласно которому две его дочери и император Нерон были назначены его сонаследниками. Однако все попытки Прасутага сохранить власть за своей семьёй закончились неудачей. Согласно историку Тациту, земли и имущество Прастуага и иценской знати были конфискованы. Его супруга Боудикка была подвергнута публичной порке, а её две дочери изнасилованы. Согласно Диону Кассию, причиной восстания послужило то, что Сенека одолжил островитянам крупную сумму в размере 10 миллионов сестерциев, но затем он потребовал вернуть всю сумму, прибегая к суровым мерам взыскания.

## Восстание

### Приблизительные датировки
Относительно точной датировки восстания у исследователей нет единой точки зрения, хотя Тацит датировал эти события 61 годом н. э.. Советский историк С. И. Ковалёв писал, что восстание произошло в начале царствования Нерона. По его мнению восставшие были разгромлены в 60 году. Британский исследователь Робин Коллингвуд датировал смерть Прасутага и последовавшие за ней события 61 годом.

### Начало восстания
Действия римских властей в отношении населения привели к тому, что ицены, поддерживаемые соседними племенами, в том числе и триновантами, начали восстание. Вождём восставших была избрана королева иценов Боудикка, «обладавшая бо́льшим умом, чем обычно обладают женщины». Согласно Кассию, Боудикка гадала с помощью зайца, которого выпустила из складок своего платья. Выпущенный заяц побежал в ту сторону, которая по мнению собравшихся, была благоприятной. Затем Боудикка воздела руки к небу и обратилась к Андрасте, умоляя и призывая помочь кельтскую богиню победы «о победе, сохранении жизни и свободе от мужей наглых, несправедливых, ненасытных, нечестивых».

### Взятие Камулодуна
Первой целью восставших стал Камулодун (современный Колчестер), бывшая столица триновантов. Камулодун был превращён в колонию для римских ветеранов. Ветераны жестоко обращались с местными жителями, выгоняли их из родных домов триновантов и считали их своими пленниками и рабами. В Камулодуне был построен величественный храм, посвящённый императору Клавдию. Храм представлялся триновантам, как символ нерушимого господства римлян над ними. Жрецы культа облагали жителей высокими налогами, чтобы содержать храм в честь императора.
Камулодун был осаждён восставшими и осаждённые обратились за помощью к прокуратору провинции Кату Децинию. Дециний прислал на помощь вспомогательные войска общей численностью 200 человек. Гарнизон города был малочислен, к тому же недостаточно хорошо вооружён. Восставшие ворвались в Камулодун, который был разграблен и сожжён. Согласно версии археологов, город был методично уничтожен — каждый дом один за другим мятежники сравнивали с землёй. Гражданское население, включая стариков, женщин и детей, вырезалось восставшими бриттами, которые не брали пленных.
Защитники укрылись в храме, который был захвачен восставшими после двухдневной осады. Командующий IX легионом Квинт Петиллий Цериал пытался отбить город, но его легион был атакован восставшими. Согласно Тациту, в битве римляне потеряли всех пехотинцев. Петиллий Цериал смог увести с поля боя кавалерию и укрылся в своём лагере в Линкольне. Кат Децений, напуганный этим разгромом, бежал в Галлию.

### Сожжение Лондиниума и Веруламия. Резня населения
Узнав о восстании, Гай Светоний Паулин поспешил на защиту Лондиниума (современный Лондон). Прибыв в Лондиниум, Светоний решил подготовить город к осаде. Оценив малочисленность войск и помня о поражении Петиллия, он решил оставить Лондиниум, чтобы защитить остальную часть провинции. Горожане умоляли его остаться, но Светоний отдал приказ о выступлении войска. С римлянами ушли некоторые жители города, которые пожелали сопровождать войско Светония, но старики, женщины и дети, пожелали остаться.
Мятежники ворвались в Лондиниум и предали его огню, устроив жестокую резню оставшихся горожан. В 2013 году при строительстве туннеля рабочими в излучинах реки Уолбрук были обнаружены почерневшие черепа, принадлежавшие возможно жертвам восстания. В 1995 году археологи во время раскопок обнаружили следы разрушений на территории Южного Лондона; культурный слой того времени был обнаружен под слоем пепла и сгоревшей древесины.
Следующим разрушенным городом восставшими был Веруламий (современный Сент-Олбанс). Тацит писал, что в трёх разрушенных городах было убито около 70 000 человек, среди которых были римские горожане, так и лояльные к римлянам бритты. Бритты были не заинтересованы в захвате пленных и последующей продажей их в рабство. Согласно Тациту, мятежники устраивали жестокие расправы над людьми, которых вешали, рубили, сжигали на кострах и распинали на крестах. Дион Кассий писал, что знатных женщин «подвешивали нагими, а затем отрезали им груди и пришивали к губам, с тем, чтобы придать жертвам вид, будто они поедают их; затем они сажали женщин на острые колья, пронзавшие все тело. Все это они делали в сопровождении жертвоприношений, пиршеств и разврата во всех остальных их священных местах, но особенно в роще Лидаты».

### Последняя битва Боудикки
Светоний перегруппировал свои войска в Уэст-Мидлендсе и решился дать сражение. Его армия была усилена XIV Парным легионом, вексилляриями XX Валериева легиона и подразделениями вспомогательных войск. Согласно Тациту, силы римлян насчитывали 10 000 человек. Дион Кассий писал, что армия Боудикки составляла 230 000 человек. Современные историки считают численность войск бриттов преувеличенными. Вероятно, что такая численность включала в себя не только воинов, но стариков, женщин, детей и некомбатанов, которые находились в обозах, сопровождая войска.
Светоний расположил своих воинов в узкой теснине, прикрытой с тыла лесом, предварительно убедившись в том, что вражеское войско только перед ним. Он расставил легионеров в центре, по флангам была расположена кавалерия. Светоний обратился к каждой из трёх частей своего войска, призывая сражаться и победить. Боудикка, согласно версии Тацита, поместив на колеснице впереди себя двух дочерей, объезжала войска, и говорила, что «британцы привыкли воевать под предводительством женщин, но теперь, рождённая от столь прославленных предков, она мстит не за потерянные царство и богатства, но как простая женщина за отнятую свободу, за своё избитое плетьми тело, за поруганное целомудрие дочерей». Она говорила солдатам, что «разнузданность римлян дошла до того, что они не оставляют неосквернённым ни одного женского тела и не щадят ни старости, ни девственности. Но боги покровительствуют справедливому мщению: истреблён легион, осмелившийся на битву; остальные римляне либо прячутся в лагерях, либо помышляют о бегстве. Они не выдержат даже топота и кликов столь многих тысяч, не то что их натиска и ударов. И если британцы подумают, сколь могучи их вооружённые силы и за что они идут в бой, они убедятся, что в этом сражении нужно победить или пасть».
Бритты, воодушевлённые речью своей предводительницы, с дикими воплями бросились в атаку на наступающие римские ряды. Римские легионеры подошли на расстояние броска дротиков и стали метать их в наступающих врагов, а затем построились клином и бросились в атаку. Преимущество римлян в рукопашной схватке было обусловлено их более удобными мечами. В бой с бриттами вступили вспомогательные войска и римская кавалерия, а римские лучники атаковали обозы бриттов, которые находились позади них. Сражение превратилось в разрозненные стычки пехотинцев и кавалерии между собой. Согласно Диону Кассию, бритты предприняли контратаку, но были отражены лучниками. Римляне сомкнутым строем направились к повозкам, возле которых завязалось жестокое сражение. Бритты не могли отступить, поскольку их путь был заграждён членами их семей. Около повозок римляне устроили резню, не щадя также женщин, которые там находились. Тацит пишет, что в тот день были убиты около 80 000 бриттов, включая воинов и находившихся в обозах, а сами римляне потеряли 400 человек убитыми. Цифры убитых бриттов, приводимые Тацитом, не считаются достоверными. Согласно его версии, после поражения своих войск Боудикка покончила с собой, приняв яд. Дион Кассий ничего не упоминает о её самоубийстве, но писал, что Боудикка после поражения в битве «заболела и умерла. Британцы глубоко скорбели но ней и устроили ей роскошные похороны».

### Последствия
После подавления восстания наступление римлян в Британии продолжилось. Император Нерон перебросил из Германии в Британию 2000 легионеров, 8 когорт вспомогательных войск и 1000 всадников. Легионеры пополнили IX легион, вспомогательные войска и кавалерия были размещены в лагере на зимние квартиры. Римляне совершили карательную экспедицию в земли враждебных им местных племён, подвергнув их опустошению. Новый прокуратор Британии Гай Юлий Классициан с неприязнью относился к Светонию и писал в Рим, что война затянется, если Светоний не будет заменён и объяснил неудачи «его непригодностью, а успехи — благоприятствованием судьбы». Перед Классицианом стояла задача — способствовать урегулированию отношений между Римом и бриттами, начать восстановление разрушенной провинции, из который ранее поступали существенные доходы в римскую казну.
Нерон отправил в Британию одного из своих приближённых — вольноотпущенника Поликлита, который должен был обследовать положение дел в провинции. Прибыв в Британию, Поликлит, согласно Тациту, «внушил страх и нашим воинам». После возвращения в Рим он всё сообщил Нерону и Светонию было приказано сдать войско бывшему консулу Публию Петронию Турпилиану. Турпилиан не стал совершать карательные походы против бриттов. Он считал, что можно мирно договориться с вождями местных племён, избегая кровопролития и «пребывал в ленивом бездействии, которому присвоил благопристойное наименование мира». Ему были даны инструкции примириться с подданными провинции и заключить мир, которые были им выполнены.

## Место последней битвы
Место последней битвы войск Боудикки с римлянами не определено ни одним из историков, хотя Тацит в «Анналах» упоминал о некоторых особенностях ландшафта, но не указывал места битвы. Историк Мартин Марикс-Эванс считал, что место финального сражения находилось в Нортгемптоншире, недалеко от Полерспери, к югу от Таучестера. Согласно версии историков большинство предполагаемых мест битвы находилось в районе дороги Уотлинг-стрит.
Археолог Грэм Уэбстер предположил, что место сражения находилось неподалёку от Мандуесседума, рядом с современным городом Атерстоун. Грэм Эпплби писал, что место последнего сражения было рядом с нынешним городищем Арбери-Бэнкс, расположенного на территории графства Хартфордшир. Высказывалось предположение, что сражение произошло на месте района Лондона Кингс-Кросс, который ранее был деревней, известной под названием «Баттл-Бридж». Название деревни связывали с местом битвы армии Боудикки и римлян.
В XVIII веке исследователь Томас Пеннант высказывал мнение, что битва могла произойти на территории нынешнего графства Флинтшир. Валлийский писатель XIX века Ричард Морган, известный как «патриотически фанатичный человек, черпавший творческое вдохновение из своей неисчерпаемой способности к самообману», изобретательно «превратил коллекцию не связанных между собой местных достопримечательностей» в этой области «в повествование об отчаянной битве», в которой, среди прочих деталей, он привёл в качестве доказательства «камень могилы Вуддига».

## В кинематографе
Основные картины восстания изображены в фильме режиссёра Джесси Джонсона «Будика: Королева воинов», который вышел в прокат в 2023 году.